# うしおそうじ
うしお そうじ（牛尾 走児とも、1921年12月4日 - 2004年3月28日）は、日本の漫画家、アニメーター、特撮・映像作品プロデューサー、演出家である。映像製作会社「ピー・プロダクション」創業者。
本名は鷺巣 富雄（さぎす とみお）。別名：若林 藤吾、若林 不二吾（わかばやし ふじご）。
弟は、アニメ制作会社エイケンでプロデューサーを務めた鷺巣政安。長男は作曲家・現ピー・プロダクション社長の鷺巣詩郎。

## 来歴・人物
1921年（大正10年）東京府東京市芝区（現・東京都港区）生まれ。実家は芝区の神明で、西洋家具の製造販売や、演劇関係の小道具を扱う「明光社」という大店だった。

### 東宝時代
1939年（昭和14年）、淀橋の工学院（現・工学院大学）を心臓脚気（脚気衝心）により中退。
自宅療養中に新聞公募を見て、東宝の「線画室」（東宝技術部特殊技術課線画係）に応募する。工学院でのデザイン技術を認められ、5月25日付を以て採用され、特殊技術課課長だった円谷英二に師事する。線画室での直接の上司は大石郁雄線画室長であり、師匠格にあたる。線画の技術指導に当たったのは、線画係主任の市野正二だった。
真偽を裏付ける資料はないが、本人の回想によれば、うしおの入室時、大石は召集中の身で不在であったため、円谷が代行していた。このため、平時では直属部下がいなかった円谷に請われて、当時円谷が研究中であった国産のオプチカル・プリンターの技術助手を個人的に務めたという。
動画を担当した作品のほとんどは「国策映画」、軍人教育用の「文化映画」であり、戦時中に関わったそれら多くの作品は日本の敗戦と同時にGHQの追及を恐れ焼却処分され、フィルムのほとんどは現存していない。
1940年（昭和15年）4月、軍の要請で鈴鹿の海軍航空隊へ教材映画制作のため尉官待遇で東宝から出向。9月1日を以て海軍直属となる。
真偽を裏付ける資料はないが、うしおは、極秘任務として、真珠湾攻撃のシミュレーション用の教材映画作成に従事。「赤とんぼ」と呼ばれた布製の練習機に同乗し、模擬爆弾投下テストに立ち会い、これをもとに線画（動画）を起こし、大石郁雄とともに教材映画『水平爆撃理論編』・『実践編』（東宝）の二部作を制作する。
1941年（昭和16年）11月を以て、東宝の線画係は全員「特別映画班」へ編入され、軍の「教材映画」を専任することとなる。うしおらの班は玉井正夫や唐沢弘光、大石郁雄らとともに海軍預かりとなる。この年、東宝砧撮影所の試写室でディズニーの『ファンタジア』（海軍が、拿捕したアメリカの輸送船から持ち帰った）を見て大きな衝撃を受け、上映中に涙したという。
1942年（昭和17年）4月、映画制作の技術を買われ陸軍へ入営。上司の大石は『水平爆撃理論編・実践編』の次作のための南方ロケにうしおを連れて行きたがり、これを妨害したが、結局うしおの後輩を連れて南方前線に向かう。
この年、東宝では海軍省至上命令により『ハワイ・マレー沖海戦』が制作される。鈴鹿のうしおのもとを山本嘉次郎、円谷英二が訪ね、うしおは軍との折衝など制作に協力。
1943年（昭和18年）4月、滋賀県八日市の陸軍「中部九八部隊（第八航空教育隊）」に写真工手として現役入隊。この年八日市の映画館で政岡憲三の『くもとちゅうりっぷ』を見て、暗い戦局の中で「叙情的で美しいアニメーション」を作るスタッフがまだいたことに「泣けてしかたなかった」という。
この八日市飛行場では、航空練習兵の写真記録などにも携わり、事故でコクピットから脱出できないまま焼死する練習兵を目の前にしながら、カメラを向けるという凄絶な体験もあった。ここで敗戦までに数多くの特攻隊を見送る。また、ここで出会った三船敏郎とは、生涯の交友となる。
1944年（昭和19年）、うしおに代わって南方でのロケハンに向かった後輩同僚が、その帰りの洋上で上司である大石郁雄線画室長とともに戦死。うしおは一晩泣きあかしたという。
1945年（昭和20年）、「熊谷飛行学校」で敗戦を迎える。9月に東宝に復帰するも、東宝争議で撮影所は大混乱しており、映画撮影どころではなかった。その環境でも『ちどり』『ムクの木の話』『こども議会』『すて猫トラちゃん』といったアニメやアニメ・実写合成作品に携わり、『ムクの木の話』での降雪のエフェクトはオールラッシュを見た円谷英二から評価された。また、この制作に際しては政岡憲三が二週間の講師として招かれ、うしおは「超一級の講師ぶりであった」と述べている。
組合の命令で同僚の高山良策、山下菊二、山本常一らと街頭で似顔絵描きをさせられる（のちに彼らはピープロの設立に関わることとなる）。

### 漫画家時代
これに嫌気がさしたうしおは糊口をしのごうと赤本漫画家に転身。東宝組合員である手前、筆名を「牛の尾っぽをついていく様なペースでやりたい」との意味で「牛尾走児（うしおそうじ）」とする。
1947年（昭和22年）12月、『探偵815号』（五月書房）で漫画家としてデビュー。日本動画社（後の東映動画）の動画映画『すて猫トラちゃん』の絵本を「まひる書房」で執筆。「まひる書房」では「月刊絵本」で童画を手掛ける。
1948年（昭和23年）12月、東宝を退社。東宝争議が組合の敗北で10月に終結し、未練なくやめたという。「五月書房」の専属となり、中・長編問わず、赤本漫画を連作する。
1949年（昭和24年）4月、赤本業界がジリ貧となったこともあり、セントラル映画社（セントラル・モーション・ピクチャー・エクスチェンジ、CMPE）に入社。ここでうしおは字幕を入れる仕事をするが、5ヶ月で退社。その傍ら探偵小説誌「宝石」で挿絵を描くが金払いが悪く、挿絵仲間の紹介で「秋田書店」、「明々社（少年画報社）」で月刊少年誌の連載を持つようになる。筆名を「うしおそうじ」として、主に時代劇を題材に人気を得る。
1950年（昭和25年）、「少年少女冒険王」で『ピンピンピン助捕物帖』を連載。「少年画報」での連載のほか、『おせんち小町』を中村書店で描き下ろし。
1952年（昭和27年）。うしお自身の証言によると、「漫画少年」に執筆する漫画家を募っていた手塚治虫の訪問を受け、直接依頼の形で「漫画少年」で『チョウチョウ交響曲』を連載し、手塚とはこれを縁に親交をもつようになったという。
1954年（昭和29年）、那古美夫人と結婚。結婚式に遅刻してきた手塚はお詫びとして結婚行進曲をピアノ演奏し、喝采を浴びた。
1959年（昭和34年）、東映動画の長編漫画映画『少年猿飛佐助』の背景の手直しを頼まれ、戦前と技術的な面で変わらない現場に自信を持つ。同時に東映動画から入社の誘いがあったが折り合いがつかなかった。
同年、教育映画会社「日映科学映画製作所」が動画部門を設立。請われて同社に出向。『人体の生理シリーズ』という教育映画の動画制作にあたり、動画会社「鷺巣プロダクション」を設立、新聞公募で4人の社員を採用し、大映の映画のタイトルなどを請け負う。
1960年（昭和35年）、「中学時代二年生」（旺文社）で『しんぱい君』を連載。漫画家としてはこれが最後の作品となった。うしお自身は、「生粋の児童漫画家ではない」というコンプレックスを抱いていたことに加え、原稿を編集部に渡せば終わりになる漫画の仕事が、描いた後も撮影、編集、音入れといった工程を要する映画に比べて「あまりにあっさりと仕上がる」点で物足りなさがあったことを記している。

### ピープロ時代
1960年（昭和35年）7月、玉川学園にあった土地を処分してマルチプレーンの動画スタンド、ワイドレンズなど動画合成機材を購入し、「株式会社ピー・プロダクション」を設立。当時の価格で約600万円した。大映の築地米三郎との出会いをきっかけに、同年公開の大映作品『釈迦』をはじめ、映画各方面に特撮作画合成を提供する。実写フィルムを写真に引き延ばしこま撮りして動画を撮影する、自ら命名した「スチール・アニメーション」（切り絵アニメーションの一種）という手法や渡辺善夫による精巧な合成作画、またアニメーション合成などのテクニックを駆使した。
同年、カーク・ダグラスのスタジオからアニメ映画制作の依頼があった円谷英二はうしおに協力を持ちかけ、2人の頭文字「円谷･鷺巣」をとった「TSプロダクション」構想となり、機材や社屋用地の確保まで話は進んだが、アメリカ側の提示した条件と合わず、話は頓挫した。
1961年（昭和36年）、うしお自身の証言によれば、アニメ制作を始める決意をした手塚治虫のたっての願いで、うしおは三軒茶屋の動画プロダクション「芦田プロ」（芦田漫画研究所）の旧知の芦田巖社長の元へ同行する（手塚は戦後すぐに尋ねて以来2度目の再訪だった）。手塚はうしお立会いのもと30分にわたって芦田社長に助力を要請するが断られてしまったという。手塚は同年、虫プロダクションを立ち上げることになる。
1962年（昭和37年）、特撮テレビ番組『STOPシリーズ』を企画、4本の検討用脚本も執筆し、「巨大な亀が暴れる」特撮のテストフィルムを円谷英二に見せたところ、東宝テレビ部が注目、企画がフジテレビに持ち込まれたものの、結局放映は実現しなかった。
1963年（昭和38年）、円谷英二に請われ「円谷特技プロダクション」設立のため、7人の発起人の1人として、取締役に（名義上のみ）就任。
1964年（昭和39年）、世田谷区若林に「第一スタジオ」を新築。アニメスタッフ顧問に政岡憲三、特撮スタッフには大映を離れた小嶋伸介、田賀保らがいた。1月よりピー・プロダクション初のテレビアニメ『0戦はやと』が放送開始。また、虫プロダクションの『鉄腕アトム』製作を下請けし、4クール分を担当する。うしおの証言では、この年TBSから『ビッグX』のアニメ制作を依頼する話が持ち込まれ、3千万円の支度金つきという好条件だったが、『0戦はやと』が放送延長となって3か月間作業がバッティングする点で従業員の同意が得られず、断念した（最終的に東京ムービーで制作された）。
1965年（昭和40年）、小嶋らと秋玲二原作の『クラブ君の冒険』をパイロット製作。東急エージェンシーがこれを買い付けるが、スポンサーのロッテから「第一話でボカッと視聴率もぎ取る企画」への変更を要請され、知己の手塚と直談判し『マグマ大使』の映像化許可をとりつける。
1966年（昭和41年）、カラーでは日本初の本格的特撮テレビドラマ『マグマ大使』が開始され、大ヒットとなる。実写に対して懐疑的な手塚もこの『マグマ大使』に関しては絶賛している。
1967年（昭和42年）、東急エージェンシーの上島一夫の頼みで、同社の肝煎りで設立された特撮製作会社「日本特撮株式会社」に専務の肩書きで出向。『怪獣王子』製作全般を任され、ピープロが特撮を担当する。しかし番組は『マグマ大使』ほどの人気を得ることはできず、日本特撮が空中分解したため、うしおはこの残務処理まで背負い込まされることとなり、ピープロの作品制作は一時停滞する。
1968年（昭和43年）、『ちびっこ怪獣ヤダモン』終了後にアニメ社員による労働争議が起こり、うしおは土地ともども「第一スタジオ」の社屋を明け渡すが、銀行はこれを塩漬け状態にし、所有権登記もしないまま無管理状態で放置する。そうした中、建物内に児童が侵入し誤って出火させ社屋全焼、という事件が発生する。うしおはこの火災で「第一スタジオ」と『ゼロ戦はやと』『ハリスの旋風』などの多くの資料を失ったが、自宅敷地内に「第二スタジオ」を建設。以後、残った特撮スタッフを契約社員として再雇用し、ピープロは再出発した。
1969年末頃、10月からフジテレビで放送されていたスポ根ドラマ『紅い稲妻』が視聴率低迷のため年内で打ち切られる事が決定。プロデューサーの別所孝治、新任の編成部長・武田信敬はうしおに「起死回生でやってくれ」と80万円の協力金を出し、この放送枠の後番組として30分番組の企画を依頼。この企画は『エレメントマン』から転じ『宇宙猿人ゴリ』となる。別所もうしおも「『マグマ大使』の夢よもう一度」の気持ちだったという。12月8日に実制作の正式なゴーサインが出たが、放送まで25日という強行軍の中、うしおは既に撮影していたパイロットフィルムをベースに撮り足し、放送に間に合わせた。
この時期、うしおは金策面で困窮しており、この件でも「テレビ局まで行く交通費すらなく幼い息子・詩郎の貯金箱を叩き割り、それをバス代にした」などといったまことしやかな逸話が弟・政安によって語られている。ただし当の詩郎は「僕は貯金箱を持っていたことはなく、叔父の創作した話である」とフジテレビ721の特番『ピープロ魂』の中で語っている。
1971年（昭和46年）、1月2日に『宇宙猿人ゴリ』が放映開始されると徐々に人気を博した。この作品でうしおは、第23話にカメオ出演している。
同年、『週刊少年チャンピオン』で連載された『宇宙猿人ゴリ対スペクトルマン』（作画：一峰大二）では原作を担当。テレビとは異なるオリジナルストーリー、オリジナル怪獣が多い。1972年（昭和47年）、51歳 特写ドラマ快傑ライオン丸をフジテレビで放映。
1973年（昭和48年）、『風雲ライオン丸』をサンケイ新聞で漫画連載。
1975年（昭和50年）、『冒険ロックバット』放送終了。以後、数々のテレビ番組企画を内外で立案するが実現せず、今作がうしおが携わった最後のテレビシリーズとなった。
1977年（昭和52年）、韓国人および香港人と出資し合い、韓国にアニメ製作会社「スワンルウ合弁会社」を設立する。同社は2年ほど運営されたのちに解散した。
1978年（昭和53年）、鈴木崧からのつてで、フランスのテレビ局と特撮番組『シルバージャガー』の企画を立ち上げ2クール分のプロットを用意したが、文化の違いもあって停滞。その後、この企画はフランスのゴーモン社との間で進められることとなり高山良策が造形を担当。パイロットフィルムが制作され、日本でも報じられることとなる。
同年、中国の天津の「美術工芸設計院」にアニメ技術の指導に赴く。
1980年（昭和55年）、最終的にゴーモン社の用意した契約書には「すべての権利をゴーモンが所有する」とあり、企画は頓挫した。この数年にわたる企画で発生した赤字は5000万円に上った。
1983年（昭和58年）、事務所を世田谷から荻窪に移転。同所に「ビデオショップ ピープロ」を開店。往時の関係者もたびたび来店し、うしおはここで新世代の作家を育てようとさまざまなイベントや上映会などを開催する。
1989年（平成元年）、「ビデオショップ ピープロ」閉店。これ以降自宅が事務所兼用となる。

### 晩年
1991年（平成3年）、『マグマ大使25周年企画』として、『マグマ大使』の続編企画を発表。
1999年（平成11年）、『ライオン丸』のリメイク企画『サムライオン』を発表。しかし「不景気でスポンサーがなかなかつかない」（うしお談）状況で、実現には至らなかった。
2001年（平成13年）、映画『忘れられぬ人々』に出演。主演の三橋達也の陣中見舞いに訪れたところ、監督の要望により戦友会のシーンに参加した。
2004年（平成16年）、3月28日、急性心不全のため死去。82歳没。

## 人物
実家の「明光社」の職人や徒弟に連れられ、幼少の頃より活動写真や、落語に親しみ、また家業の関係で歌舞伎や演劇の舞台裏に出入りする。周辺は江戸文化の名残りも色濃く、芸者風俗を始め、のちのちまでの創作活動に影響を与え、また漫画家時代の時代劇描写の土台となった。こうした経緯で落語通でもあり、落語のアニメ化も後に試みている。
演出家としては「若林藤吾」（スタジオの住所をもじったもの）、脚本家としては「生田大作」、「不破以太郎」のペンネームを持つ。漫画家としては、「若林不二吾」、「滝川音彦」、「芝野富雄」名義などがある。「波良章」は編集者の命名。
過去の出来事を鮮明に覚えていることから、映画や漫画の現場、また戦時を伝える生き字引のような存在だった。また、こうした歴史を、詳細を極める数多くのイラストに残している。
国交正常前から中国をしばしば訪れており、中国通でもある。熊猫（パンダ）に詳しく、中国では「パンダ大人」と呼ばれた。

### 漫画家として
ノーブルで清潔感のある作風で、得意の時代劇では風俗考証の詳細なことで知られ、手塚治虫もうしおの漫画のファンであった。来歴にある雑誌『漫画少年』でのエピソードも、手塚のたっての誘いでのことであった。弟の政安は、うしおの漫画家時代にアシスタントを務めていた。
うしおは「漫画家の三つの精神」として、
1. 仕事の内容に言い訳があってはならない
2. 作者は大人漫画家よりも秀れた資質の持ち主でなくてはならない
3. 商業主義と一歩も妥協してはならない

と述べている。
一方で漫画家業は副業であると考えており、弟子をとることやファンにサインをすることはしなかった。
最晩年に至っても、旺盛な創作意欲は衰えを知らず、様々な過去作品のリメイク企画などを発表、また個人的な漫画作品を描き続け、師匠・円谷英二、盟友・手塚の評伝を上梓するなど、生涯現役を貫き通した一生だった。なお、出版には至らなかったが、映画監督・山本嘉次郎の評伝も企画しており、挿絵や原稿が遺稿として残されている。

### ピープロ社長として
自身がアニメ制作のエキスパートでもあり、番組の企画、営業、製作、怪獣のデザインなど1人でこなすマルチプレイヤーだった。自宅を会社にしていて、夫人が経理をしていたこともあり、スタッフとは家族ぐるみの付き合いだった。面倒見がよく、自宅の2階には『マグマ大使』製作中のころ、造形家の大橋史典や江木俊夫らが前後して下宿していた。労働争議の際には退職金をつけ、また第二次怪獣ブームで商品化収入のあった際にはスタッフに臨時ボーナスを出したが、これは業界では極めて異例なことだった。『冒険ロックバット』終了後、事実上作品制作が止まった際には、フリーのスタッフに対し手当金をつけている。スタッフを自宅で入浴させることもあった。
1968年（昭和43年）の労働争議を始め、普通なら会社を清算して再起を図りたい局面でも、うしおはピープロを倒産させることは一度もしなかった。うしおは「一人だけになってもやっていける自信があったし、何より人情溢れる下町に育ち、人に迷惑だけはかけるなと教わった。倒産すれば自分は助かるが、様々な相手先に迷惑がかかる。それだけはしたくなかった」と語っている。
弟の政安は、製作会社社長としてのうしおについて、「経営者としては甘すぎる」と評している。しかし、その人柄からスタッフに慕われ、渡辺善夫や高山良策らは、フリーの立場であっても、ピープロを通して仕事を取るという姿勢を続けていた。
アイディアマンでもあり、ピープロでは、様々な企画をうしお社長自らが考案し実行するという体勢だった。「『宇宙猿人ゴリ』の1月2日の放送に合わせ、大晦日にタクシーをチャーターし、小学生だった息子の詩郎と二人で近在数区の新聞販売所に手描きの特報を折込んでもらいに廻り、夜半ようやく配り終わって、詩郎とタクシーの運転手と三人で年越しそば代わりのラーメンを屋台で食べた」という個人商店的、家内制手工業的ともいえるエピソードも知られている。スタッフの「社長、今時はこれくらいどぎついのが受けるんですよ」との進言で、『スペクトルマン』の主題歌歌詞に「ぶっ殺せ」などという過激なフレーズを入れたり、『鉄人タイガーセブン』の際に、アトラクション制作スタッフの、「劇団をやりたい」との熱意に押されて『河童』という劇団を会社内に新設した。
フジテレビプロデューサー別所孝治も、うしおを語る際に欠かせない人物の1人である。別所自身がうしおのファンだったこともあり、番組制作で数々のエピソードを残している。『宇宙猿人ゴリ』では、「第1話の内容に不適切な部分があったが、放映日が1月2日ということもあって、別所がフジテレビの局長の家へ電話をかけ、世間話をしてテレビの前から遠ざけてごまかした」、また「テレビを通じてゴキブリ公募を行い、生きたゴキブリが入った封筒が局に殺到して大目玉を食った」など、今では考えられないようなエピソードに事欠かない。ピープロが労働争議後制作が止まった時期も、様々な企画を仲立ちし、また「怪獣･怪人のデザイン公募」といった数々のイベントで、番組をバックアップし続けたのも別所だった。
他の独立系制作会社同様、放送枠獲得のために低予算での受注が常態とならざるを得ず、金策面での苦労話は多い。うしおは自嘲気味に「年中金策でピーピー言ってるからピープロなんだよ」などとコメントしている。また、ピープロ作品をテレビに送り出してくれたフジテレビ、そしてプロデューサーの別所への恩義を忘れず、実直にフジテレビのみに番組を提供した。そうした中、他社作品とは趣を異にするマイナーな作風であっても、それを個性として作品を送り出したピープロは、まさにうしお自らが認めるように、「一代限り」のものであった。

## 作品

### 映画

#### 東宝線画係での作品
- 国防と防火 1939年
- 農民と生活 1939年
- 鉄道と信号 1939年
着色フィルム動画。円谷の指導でうしおが白黒フィルムに彩色した。
- 飛行機は何故飛ぶか 1939年
脚本・演出は円谷英二。航空兵への教材映画。
- グライダー 1939年
脚本・演出は円谷英二。航空兵への教材映画。
- 九九式軽機関銃 1939年
「九九式軽機関銃」の使用マニュアルを線画（動画）で解説した、陸軍兵への教材映画。
- 水平爆撃理論編・実践編 1940年
鈴鹿海軍航空隊の教材映画。二部編成で、真珠湾攻撃のマニュアルとなる。「スチールアニメーション」を初使用。
- エノケンの孫悟空 1940年
合成作画を担当し、日本で初めてマット画を作画。
- 浜松重爆撃機 1941年

#### 戦後の参加作品
- 戦争と平和 1947年、東宝 刺青のメイク係
- 酔いどれ天使 1948年、東宝 刺青のメイク係
- 青い山脈 1949年、東宝 合成作画
- 空気のなくなる日 1949年、日本映画社 合成作画と特撮担当
- 少年猿飛佐助 1959年、東映動画 背景の手直し
- 人体の生理シリーズ 1959年、日映科学映画製作所
- 世界大戦争 1961年、東宝 小松崎茂とともに絵コンテを制作
- 釈迦 1962年、大映 合成作画と動画を担当
- 吸血鬼ゴケミドロ 1968年 松竹 企画及び絵コンテを制作。

他多数

### 漫画家時代の作品
- 探偵815号 1947年、五月書房
- すて猫トラちゃん 1947年、まひる書房（同名アニメの絵本化）
- 葛原しげる童謡集 1947年、まひる書房 挿絵
- お化けは浮かれてユウレイてい
- おってけ天六捕物帖
- 天晴れ天六絵日記
- ぽっくり物語
- しか笛の天使
- ふりそで頭巾
- ピンピンピン助捕物帖 1950年、秋田書店 冒険王連載
- おせんち小町 1950年、中村書店 単行本書き下ろし
- チョウチョウ交響曲 1952年、漫画少年 連載（雑誌休刊のため未完）
- 朱房の小天狗 1953年、漫画王連載
- どんぐり天狗 1953年、少年連載
- 地球盗難  少年連載 『芝野巷児』名義
- 少年忠臣蔵 1956年、ライオンブックス連載
- おせんち探偵団 1958年
- スタジオくん 1959年、冒険王連載
- 左近右近  1959年、週刊少年マガジン
創刊号より連載された時代劇漫画。連載二回目から『波良章（はらしょう）』名義で執筆。
- しんぱいくん 1960年、中学時代 漫画家最後の作品[2]

他多数

#### ピープロ時代以降の漫画作品
- 風雲ライオン丸 1973年、サンケイ新聞
漫画連載。名義上は「原作：うしおそうじ、作画：若林不二吾」。
- アインベーダー 1977年、東京中日スポーツ
元旦号読み切り漫画[21]。「蒲生譲二」名義[21]。
1980年代にビデオショップピー・プロの会報に映像作品公募の課題作として書き下ろしの絵コンテが掲載されたが、応募者はなく映像化はされなかった[21]。
- ヒトコマ賛歌 1995年、月刊アニメージュ連載

### その他の著作
- 昭和漫画雑記帖 1995年、同文書院
- 夢は大空を駆けめぐる 恩師・円谷英二伝 2001年、角川書店
師匠である円谷英二との出会いと、その交流を執筆。
- 手塚治虫とボク 2007年、草思社
手塚治虫との出会いと、その交流を執筆。没後に補足加筆され刊行された[2]。

### マスコットキャラクター
- キスゴン 1993年
CS放送、キッズステーションのマスコットキャラクター。「キスゴン」は『ちびっこ怪獣ヤダモン』をリメイクしたキャラクターである。

## 出演作品
テレビ出演
- 知ってるつもり?!  ※円谷英二特集と、三船敏郎追悼の2回にコメンテーター出演。
- 探偵!ナイトスクープ 「私の夫は『マグマ大使』の名付け親?」（1992年） ※北野誠探偵の取材を受ける。

映画
- 忘れられぬ人々（2001年）

## うしおを取り扱った作品
- うしおそうじ物語 2000年、キッズステーション
「キッズステーション」での特番[2]。2004年、うしお死去の際には追悼番組として再放送された。
- ゲゲゲの女房 2010年、NHK
5月19日放送回のなかの、「怪竜魔境出版記念・えびおそうじ先生サイン会」の回想シーンで、うしおがモデルとみられる「えびおそうじ」なる漫画家が登場した。演じたのは劇中の漫画関連の時代考証、漫画関連のアドバイス、劇中小道具の執筆を担当していた漫画家の海老原優。

## 関連人物
- 石川球太 - アシスタント
- 潮哲也 - 『快傑ライオン丸』主演の際に、うしおそうじから「うしお」の名字をもらい、芸名とした。